# Xenopoecilus poptae
Popta's buntingi (Xenopoecilus poptae) là một loài cá thuộc họ Adrianichthyidae. Nó là loài đặc hữu của Indonesia.